# Hipposideros inexpectatus
Hipposideros inexpectatus är en fladdermusart som beskrevs av Eleanor M.O. Laurie och Hill 1954. Hipposideros inexpectatus ingår i släktet Hipposideros och familjen rundbladnäsor. IUCN kategoriserar arten globalt som otillräckligt studerad. Inga underarter finns listade i Catalogue of Life.
Arten är bara känd från enstaka fynd på Sulawesi. Levnadssättet är okänt men det antas att arten har samma beteende som Hipposideros diadema.